# Adolf Uunona
Adolf Hitler Uunona é um político namibiano. Uunona começou na política como militante ativista anti-apartheid no Sudoeste Africano durante a administração da África do Sul. Foi eleito conselheiro para a circunscrição de Ompundja em dezembro de 2020 com 85% dos votos. É membro do partido SWAPO.

## Nome
Uunona chamou a atenção internacional em 2020 devido ao seu nome ser idêntico ao do ditador alemão. Apesar disso, ele não estava ciente da conexão até a adolescência. Declarou em entrevista ao jornal alemão Bild:
Era um nome completamente normal para mim quando criança. Foi só quando eu estava crescendo que percebi: este homem queria subjugar o mundo inteiro. Eu não tenho nada a ver com nada disso... Meu pai me deu o nome desse homem. Ele provavelmente não entendia o que Adolf Hitler representava.
Acrescentou ainda: "Isso não significa que estou lutando para dominar o mundo." Uunona também disse que sua esposa o chama de Adolf. Afirmou que seria tarde demais para mudar oficialmente seu nome, pois precisa usar seu nome completo para documentos oficiais.

## Carreira política

### Eleições de 2020
Uunona é conselheiro eleito desde 2005. Ao candidatar-se à eleição para conselheiro em Ompundja em 2020, o nome de Uunona foi impresso como "Adolf H" no boletim de voto. Seu nome completo foi revelado após a publicação dos resultados completos.
Uunona venceu com 1.196 votos contra 213 votos de Mumbala Abner do partido opositor.